# 斯圖登卡

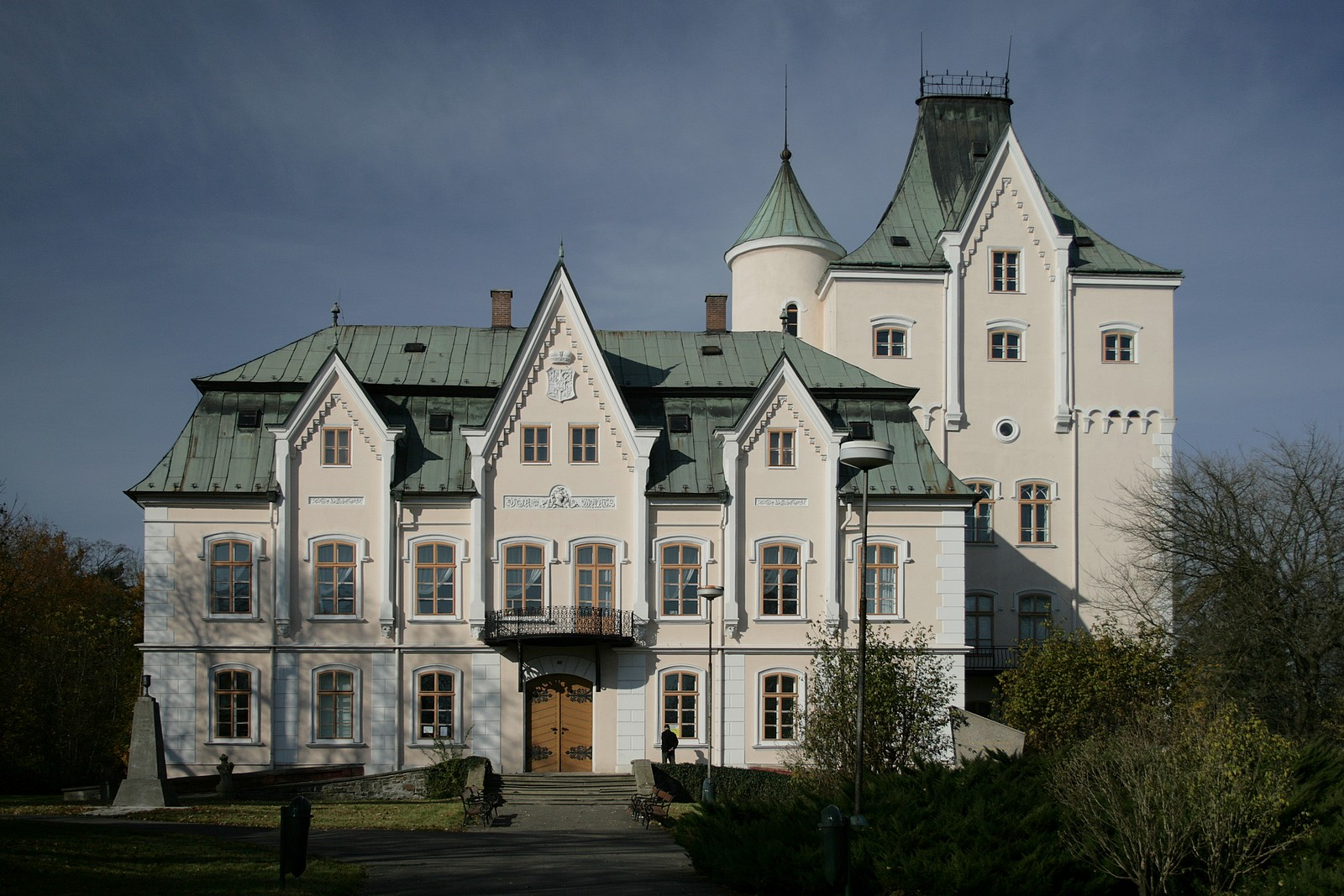
斯圖登卡的外觀

斯圖登卡（捷克語：Studénka）是捷克的城鎮，位於該國東部，距離首都布拉格360公里，由摩拉維亞-西利西亞州負責管轄，面積30.9平方公里，海拔高度239米，2025年人口9,302。

## 友好城市
- 波蘭 棟布羅瓦古爾尼恰[1]

## 外部連結
- http://www.mesto-studenka.cz （页面存档备份，存于） City official homepage
- http://www.zelpage.cz/zpravy/6435 （页面存档备份，存于）
- http://edition.cnn.com/2008/WORLD/europe/08/08/czech.train/index.html?iref=allsearch （页面存档备份，存于）
- http://news.bbc.co.uk/2/hi/europe/7549083.stm （页面存档备份，存于）